# Rhyacia alagesica
Rhyacia alagesica är en fjärilsart som beskrevs av Charles Boursin 1962. Rhyacia alagesica ingår i släktet Rhyacia och familjen nattflyn. Inga underarter finns listade.